# NGC 3959
NGC 3959 (również PGC 37363) – galaktyka spiralna z poprzeczką (SBa), znajdująca się w gwiazdozbiorze Pucharu. Odkrył ją Wilhelm Tempel 19 maja 1881 roku.